# Министерство социальной справедливости и полномочий Индии
Министерство социальной справедливости и полномочий Индии отвечает за благосостояние, социальную справедливость и расширение прав и возможностей уязвимых и маргинальных слоев общества, в том числе зарегистрированных каст и племен, инвалидов и пожилых людей.

## История
В 1985—1986 гг., бывшее Министерство благосостояния было разделено на Департамент по делам женщин и развитию детей и Департамента благосостояния. В то же время, Отдел по развитию каст и племен, Отдел развития меньшинств и Министерства внутренних дел и Отдел вакуфов Министерства юстиции покинули перечисленные министерства, чтобы сформировать новое Министерство благосостояния.
Министерство благосостояния обрело новое имя, Министерство социальной справедливости и расширения возможностей, в мае 1998 года. В октябре 1999 года Отдел развития племен покинул министерство, чтобы стать отдельным министерством, Министерством по делам племен. В январе 2007 года Отдел меньшинств и Отдел вакуфов были переведены из министерства, чтобы сформировать Министерство по делам меньшинств, а Отдел развития детей покинул министерство чтобы сформировать Министерство по делам женщин и развитию детей.

## Структура
- Национальные институты для людей с ограниченными возможностями
  - Национальный институт ортопедических инвалидов, Калькутта
  - Национальный институт умственно отсталых, Секундерабад
  - Национальный институт социальной защиты (NISD)
  - Национальный институт слепых
- Предприятия государственного сектора